# Marek Ociesielski
Marek Ociesielski (ur. 18 kwietnia 1971 w Nowym Żmigrodzie) – polski karateka w stylu kyokushin.

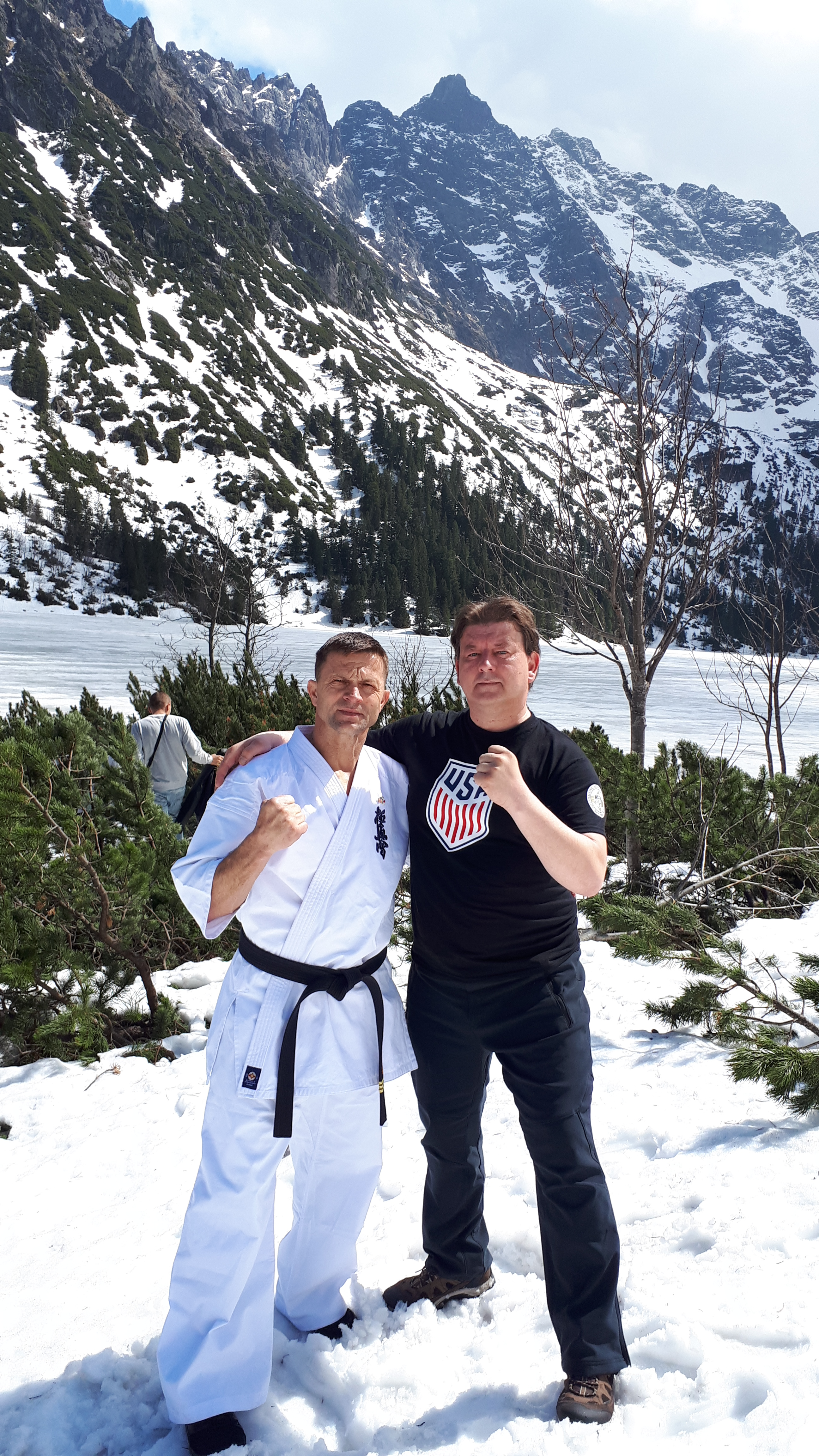
Marek Ociesielski z przyjacielem Krzysztofem Kocanem podczas pobytu w Tatrach (2019)

## Kariera
Karate kyokushinkai rozpoczął uprawiać w 1986 w Przemyślu u sensei Sylwestra Gołąbka. W latach 1991–2000 członek Polskiej Kadry Narodowej Karate Kyokushin. Był zawodnikiem Sanockiego Klubu Karate. 
Obecnie posiada 4 Dan.
Od 2000 reprezentant Stanów Zjednoczonych. Wielokrotny Mistrz Polski, Europy, Stanów Zjednoczonych i świata (2018), (2023).. Obecnie zamieszkały w Chicago.
Od 2018 jest dyrektorem Światowej Organizacji I.K.O. Nakamura  w Stanach Zjednoczonych (Branch Chief United States of America).
24 czerwca 2023 roku M. Ociesielski brał udział w pierwszej Edycji Sztuki Walki Nas Łączą Budo w Skierniewicach.

## Wyniki
- 1990 - II miejsce Mistrzostwa Polski Juniorów, Chełm
- 1991 - I miejsce Mistrzostwa Polski Juniorów, Nowa Sól
- 1992 - III miejsce Mistrzostwa Polski Seniorów, Włocławek
- 1992 - I miejsce Mistrzostwa Polski Południowo Wschodniej, Jarosław
- 1996 - II miejsce Mistrzostwa Polski Południowo Wschodniej, Jarosław
- 1996 - II miejsce Puchar Polski, Kielce
- 1996 - IV miejsce I Gala Mistrzów Karate Kyokushin, Kielce
- 1997 - II miejsce Mistrzostwa Seniorów, Koszalin
- 1997 - II miejsce Puchar Polski, Gdynia
- 1998 - II miejsce Mistrzostwa Seniorów, Wrocław
- 1998 - II miejsce Puchar Polski, Siedlce
- 2000 - I miejsce Mistrzostwa Polski Południwo Wschodniej, Rzeszów
- 2001 - IV miejsce Otwarte Mistrzostwa Kanady, Montreal
- 2012 - III miejsce Mistrzostwa Ameryki Północnej, Rochester (Nowy Jork)
- 2013 - II miejsce Wagowe Mistrzostwa Świata, Tokio[3]
- 2014 - I miejsce Mistrzostwa Ameryki Północnej, Los Angeles
- 2014 - II miejsce Wagowe Mistrzostwa Świata, Tokio
- 2015 - I miejsce Mistrzostwa Ameryki Północnej, Rochester (Nowy Jork)
- 2016 - V miejsce Mistrzostwa Europy, Papendale, Holandia
- 2017 - II miejsce, Mistrzostwa Karaibów, San Jose
- 2017 - II miejsce Mistrzostwa Europy, Świnoujście
- 2018 - I miejsce Mistrzostwa Europy, Łańcut[4]
- 2018 - I miejsce Mistrzostwa Ameryki Północnej, Rochester (Nowy Jork)
- 2018 - I miejsce Mistrzostwa Świata, Osaka, Japonia
- 2023 - I miejsce Mistrzostwa Świata,  Osaka, Japonia
- 2024 - I miejsce Mistrzostwa Ameryki Północnej, Atlantic City
- 2024 II miejsce Mistrzostwa Europy IKO Nakamura, Białystok
- 2024 I miejsce Mistrzostwa Ameryki Północnej IKON Nakamura, Kanada

## Stopnie Dan
- 1 Dan - 1997 Kraków
- 2 Dan - 2010 Chicago
- 3 Dan - 2014 Chicago
- 4 Dan - 2023 Osaka, Japonia